# 公営住宅

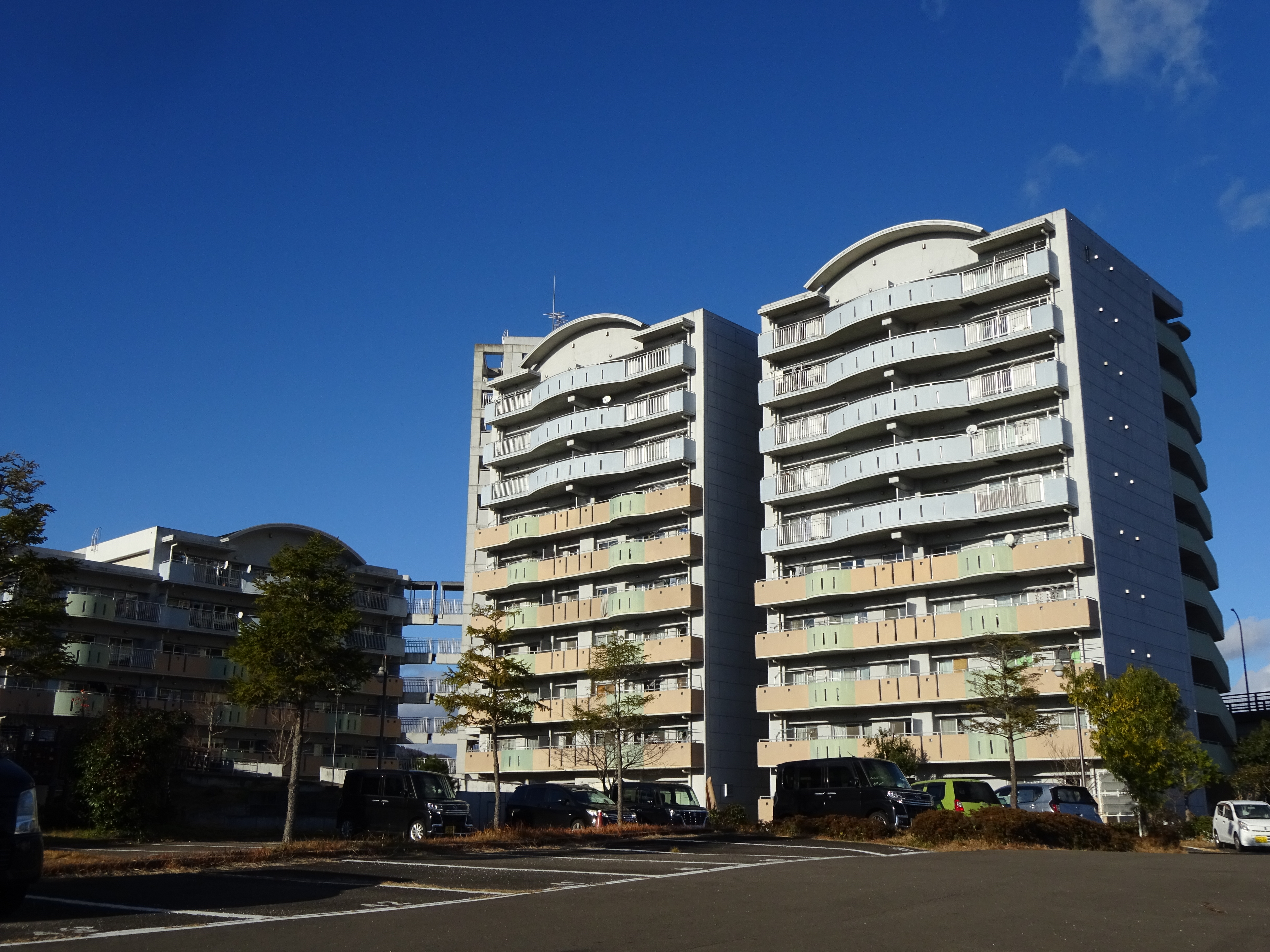
公営住宅の例
宮城県営柴田槻木住宅
（宮城県柴田郡柴田町、1998年竣工）

公営住宅（こうえいじゅうたく）とは、公的機関が直接的に供給・管理している住宅のことである。
なお、所有者が公的機関であるかを問わず、建設や維持管理に公的助成を受け、低家賃で貸与・供給されているものは社会住宅という。イギリスやアメリカには、政府の公的機関が直接的に住宅を供給する公営住宅制度がある。一方、フランスやドイツでは住宅の供給は経済活動であり行政機関が直接行うものではないとされており、地方公共団体による公営住宅は歴史的に存在せず、適正家賃住宅組織による社会住宅制度が存在する。

## 日本の公営住宅

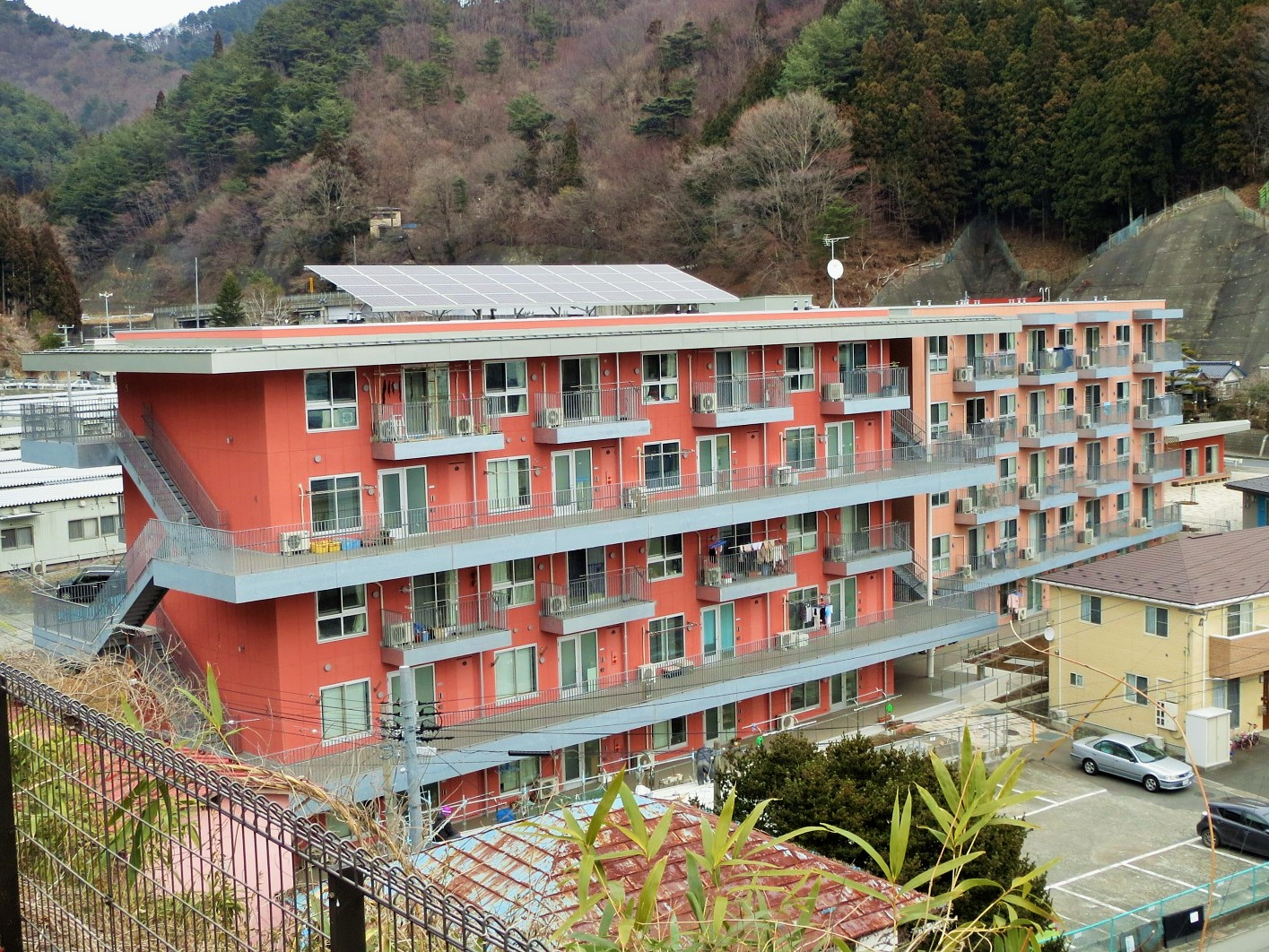
災害公営住宅の例
東日本大震災により建設された天神復興公営住宅（岩手県釜石市）

日本では、公営住宅法（昭和26年法律193号）によって定められている。同法により建設される公営住宅の中には、災害被災者の住居を確保するための災害公営住宅も含まれる。
なお、地方自治体や各自治体の地方住宅供給公社が管理運営する、中堅所得者向け賃貸住宅や、分譲住宅団地もあるが、これらは公営住宅とは別のものである。

### 歴史
日本では、大正中期から昭和初期にかけて公営住宅に関する実験的な取り組みが行われるようになった。
1922年（大正11年）9月21日からは、大阪府で住宅改造博覧会が開催された。
1923年（大正12年）に発生した関東大震災を受け、たとえば現在の港区立芝小学校などにバラックが建てられ、翌1924年（大正13年）には震災義捐金で財団法人同潤会が設立されると、仮設住宅に続き鉄筋コンクリート造アパート・同潤会アパートの建設が始まり、合計16カ所に完成した。同潤会は1941年（昭和16年）の太平洋戦争勃発に伴い、主に軍需産業の労働者への住宅供給を行う住宅営団へと発展的に解消した。
1927年（昭和2年）には不良住宅地区改良法が施行され、住宅地区改良事業が進められ改良住宅が建設された。これは戦後の1960年（昭和35年）5月17日に制定された住宅地区改良法に引き継がれた。
1945年（昭和20年）に終戦を迎えた後、主要都市は空襲により住宅の絶対数が不足しており、主要な戦災都市に越冬のための簡易住宅30万戸を国庫補助により建設することが決定された。1949年（昭和24年）頃になると資材不足は緩和し、応急的な住宅政策から恒久的な住宅政策へと移った。1950年（昭和25年）には住宅金融公庫が発足した。
1951年（昭和26年）6月4日には公営住宅法が制定、同年7月1日に施行された。同法に基づき、公営住宅の整備が本格的に始まった。深刻な住宅不足を解決すべく、戦後復興の一環として国民に住宅を大量供給する目的で開始された。当初の公営住宅の入居者は低所得者層ではなく、家賃支払能力のある所得階層を対象としており、公営住宅にはセーフティーネットとしての機能は持たされていなかった。
その後、1955年（昭和30年）に日本住宅公団（現：都市再生機構）が設立。高度経済成長によって増加したサラリーマン世帯を主とする勤労者階層に対する住宅供給は公団住宅が担うこととなり、公営住宅は低所得者を対象とする社会福祉の一環として位置づけられるようになっていった。
平成初期の1990年代半ば以降は、住宅関連に対する政府による公的支援は大幅に削減された。住宅政策・都市計画を専門とする平山洋介によれば、これにより「住宅と住宅ローンの大半」が市場に委ねられることとなった。2005年（平成17年）には公営住宅の戸数が減少に転じた。
2003年に地方自治法一部改正により指定管理者制度が法制化されたことから、主に都道府県などが管理する公営住宅を中心に、指定管理者への民間委託が実施される事例も増えている。 

### 名称
名称は「…住宅」または「…団地」とする自治体が多いが、東京都営住宅は「…団地」または「…アパート」、広島市営住宅は「…アパート」、名古屋市営住宅は「…荘」の名称を採用する。

### バリアフリー化

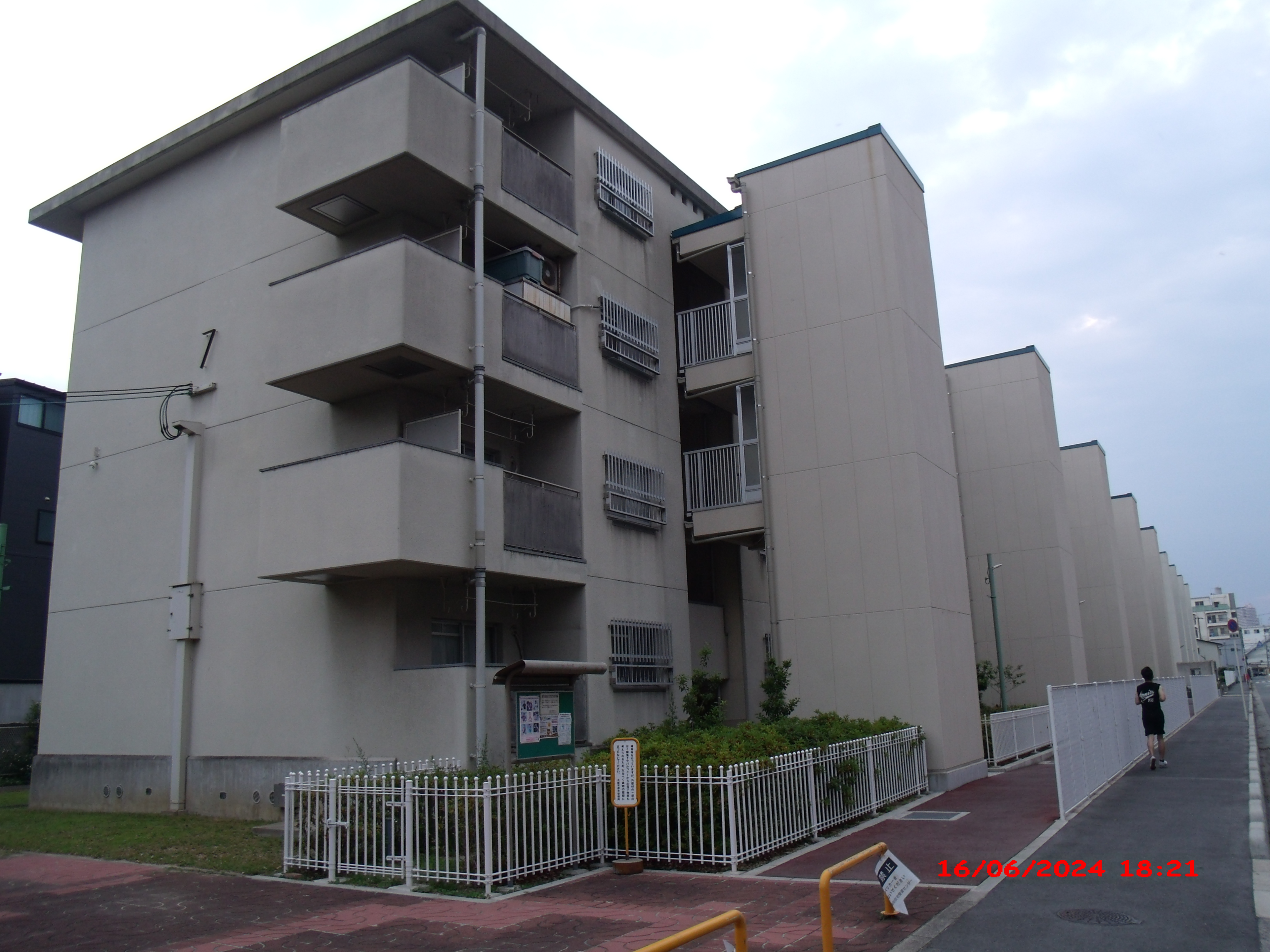
後付けの階段室型エレベーターの例
（大阪市営放出西住宅）

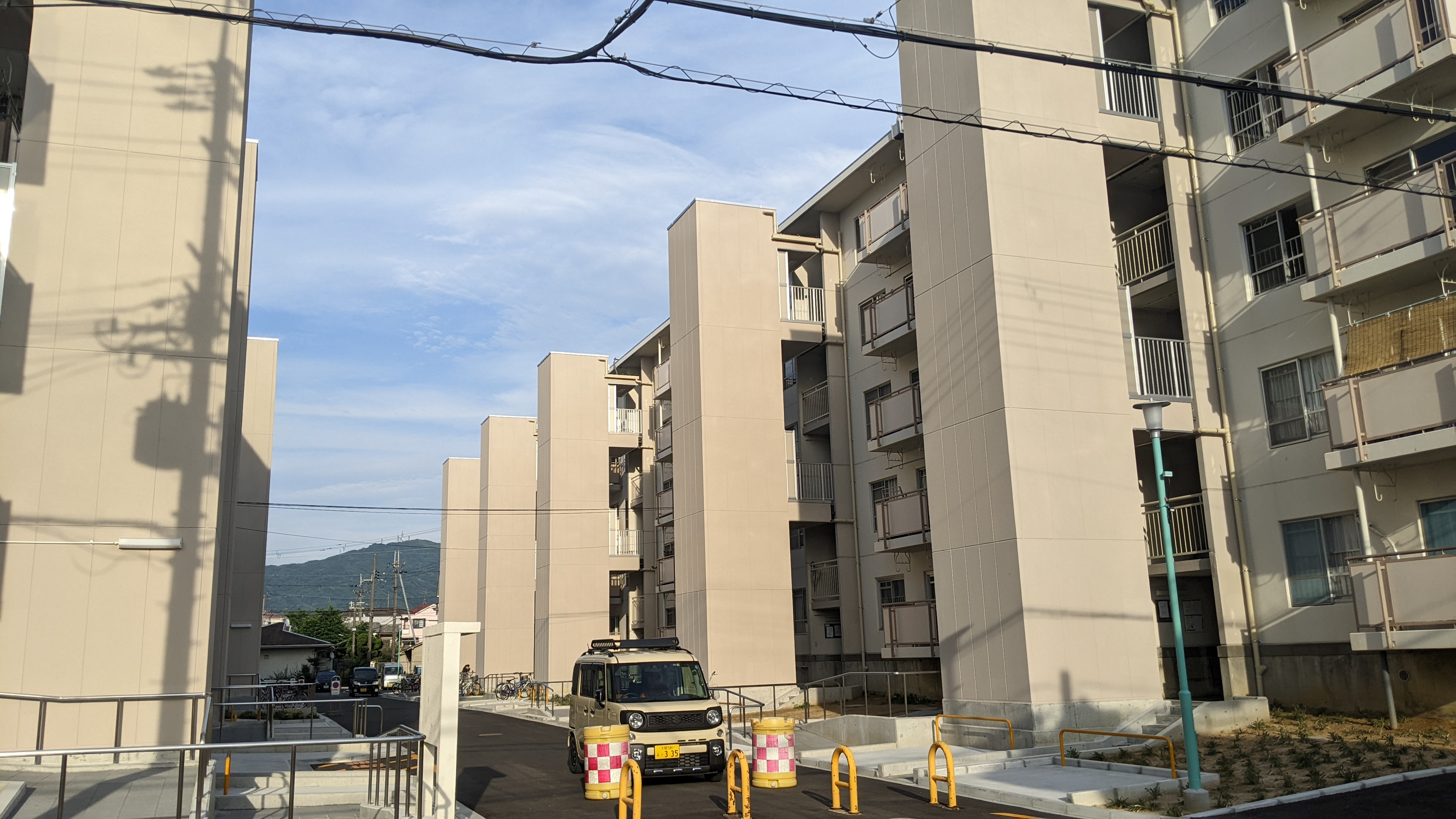
後付けの階段室型エレベーターの例
（大阪府営東大阪鴻池住宅）

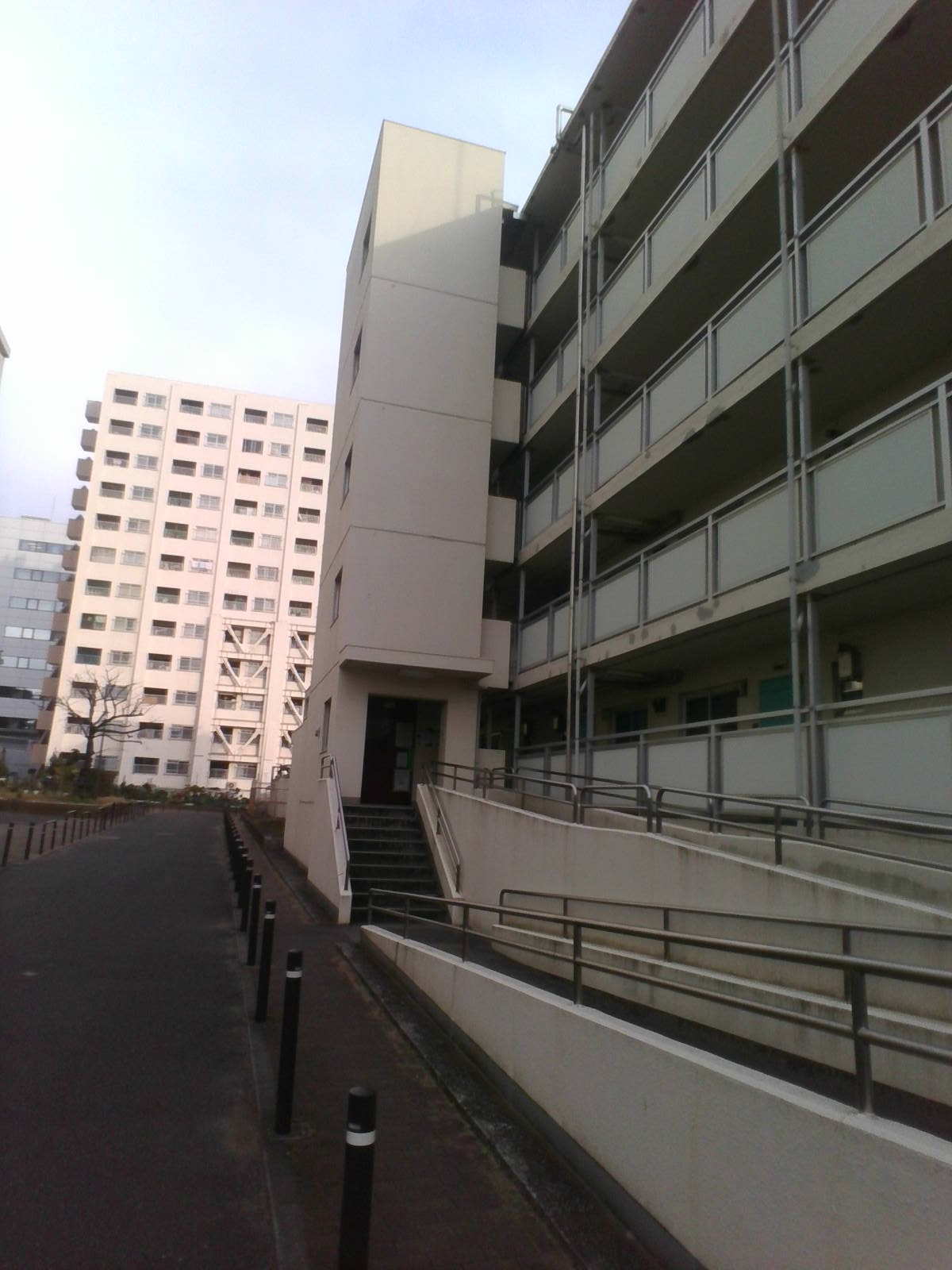
後付けの片廊下型エレベーターの例
（東京都営東砂二丁目団地）

阪神・淡路大震災、東日本大震災の発生以降、築40年以上経過したものに関しては、建て替えないしは耐震補強工事を進めつつ、バリアフリー推進の流れからエレベーターや車椅子用スロープの設置が進められている。
エレベーターに関しては、建築基準法により基準として高さ31m以上の建物、並びに「サービス付き高齢者向け住宅」についても3階建て以上の建物はエレベーターの設置が必須とされ、それ以下は原則的にその設置義務がないことなどから、エレベーター自体が設置されていない住宅も多い。
そのため、近年は既存の住宅に外付けする形で、国土交通省を中心として提案を募集した4人程度が乗れる低コストの小型タイプのエレベーターを1階層につき2部屋（実際は中間階に設置するため、2階層・4部屋）を1つで共有する階段室型、または片廊下増設型のどちらかで設置する計画が進んでいる。
階段室型の場合は、階段がそのまま残るため、車椅子用スロープの設置工事をしない限り、車椅子での直接移動が困難ではあるが、既存の階段の踊り場の壁を撤去し、工事期間中も既存の住居で住み続けながら外付け工事をすることができる。一方、片廊下増設型の場合はバリアフリーの点では優れているが、一時的に住居を閉鎖し、他の部屋・住居への仮住まいをしなければならないなどのデメリットも多い。
コストパフォーマンスの点では、設置費用・メンテナンス費用・数十年後の改修に伴う撤去費用などを総合的に踏まえて考えた際、長崎県が「5階建て・1棟につき30室・20年間使用」を想定して費用を試算したところ、階段室型は約4,800万円に対し、片廊下増設型は約7,600万円（工事費に加え、対象住居の仮住まい費用などが掛かるため）と大きく差がつき、前者が低コストで工事がしやすいという結果となった。
エレベーター増設は地方公共団体の財政負担が大きく、入居者が負担する共益費の増加もあることから、山形県では設置予定の目処が立っておらず、歩行困難な高齢者や障害者がいる世帯では、階段の移動負担が少ない低層階への引越しを促すことで解決を図るとしている。神奈川県川崎市宮前区の川崎市営高山住宅では、試験的に17号棟でベランダ側に外廊下型エレベーターを設置した。これは玄関側だと建築基準法の問題があり、設置が困難とされていたが、ベランダ側であれば問題がないとして設置工事を行ったもので、この方法だと外廊下型ではあるが階段室タイプと同様に、工事と並行しながら現在の住居に居住できるため、一時的な移動の負担も減るなどメリットもあるとされる。

### ギャラリー

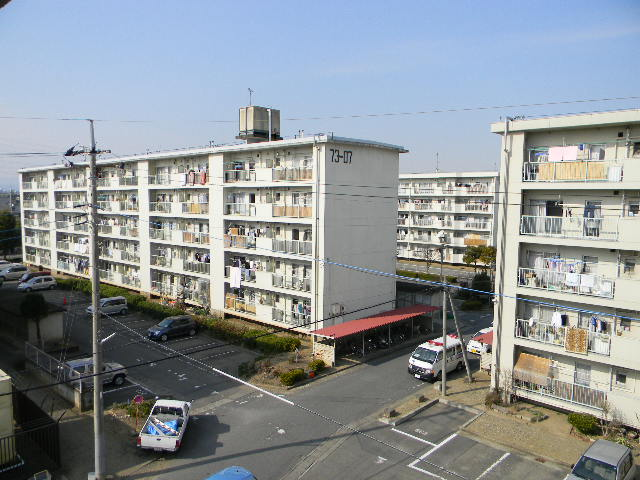
高崎中居市営住宅 （群馬県高崎市、2011年撮影）
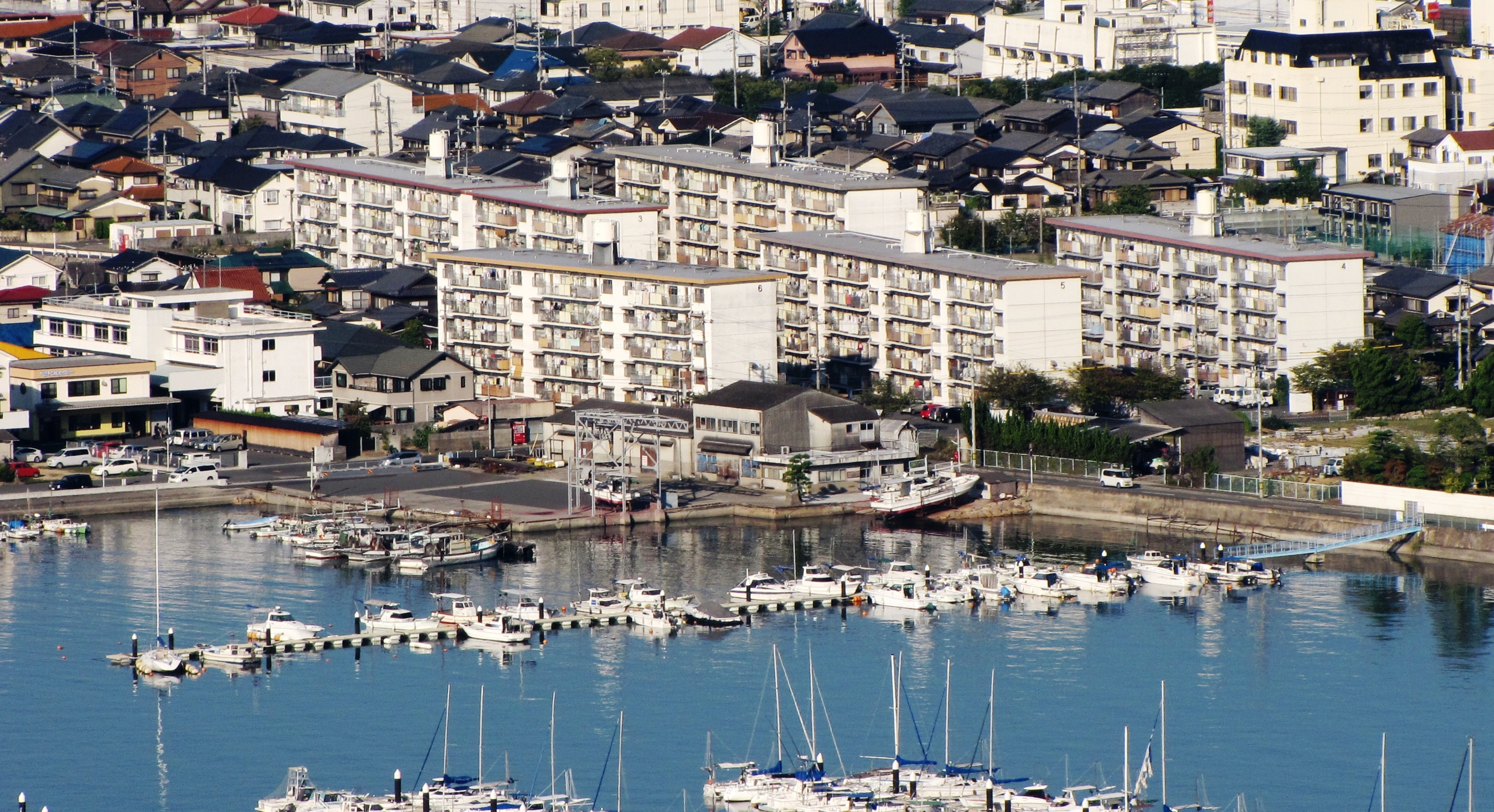
倉敷市営堀江団地 （岡山県倉敷市、2010年撮影）
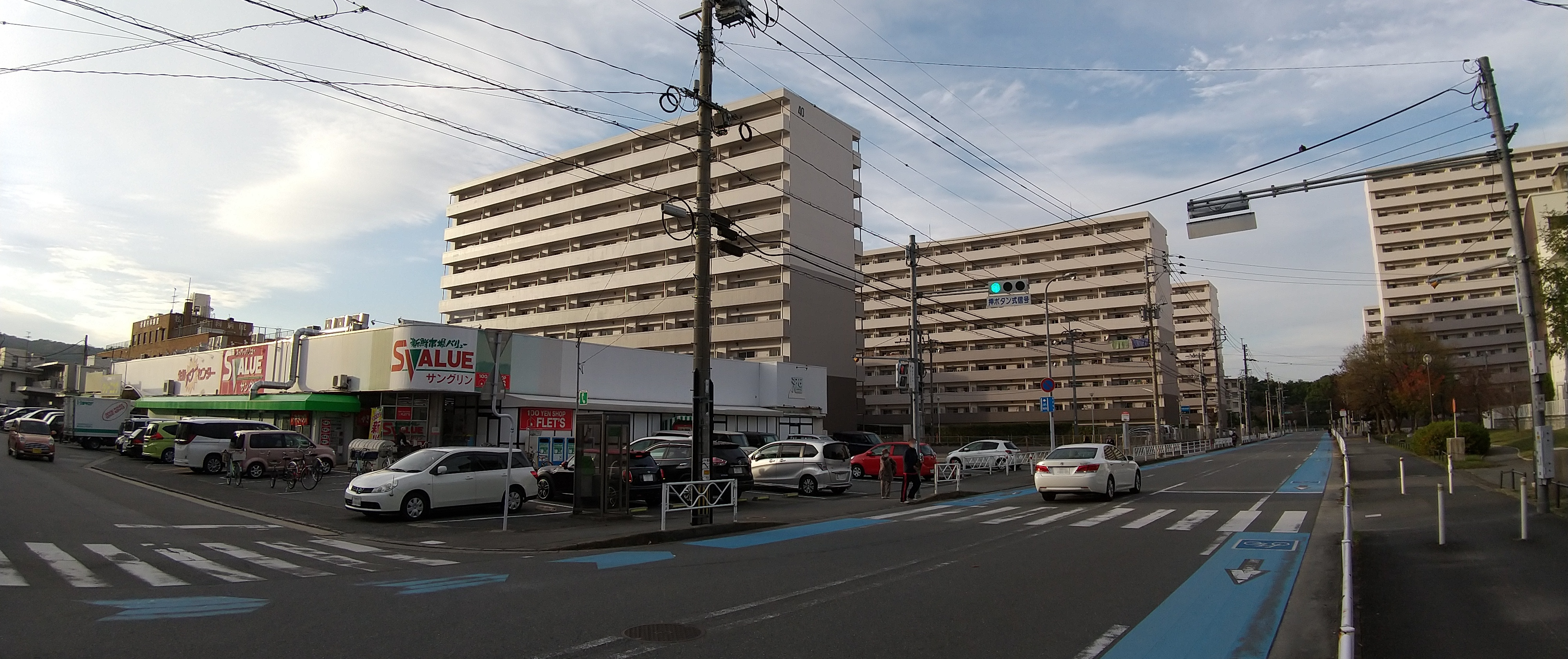
福岡市営下山門住宅 （福岡県福岡市、2022年撮影）
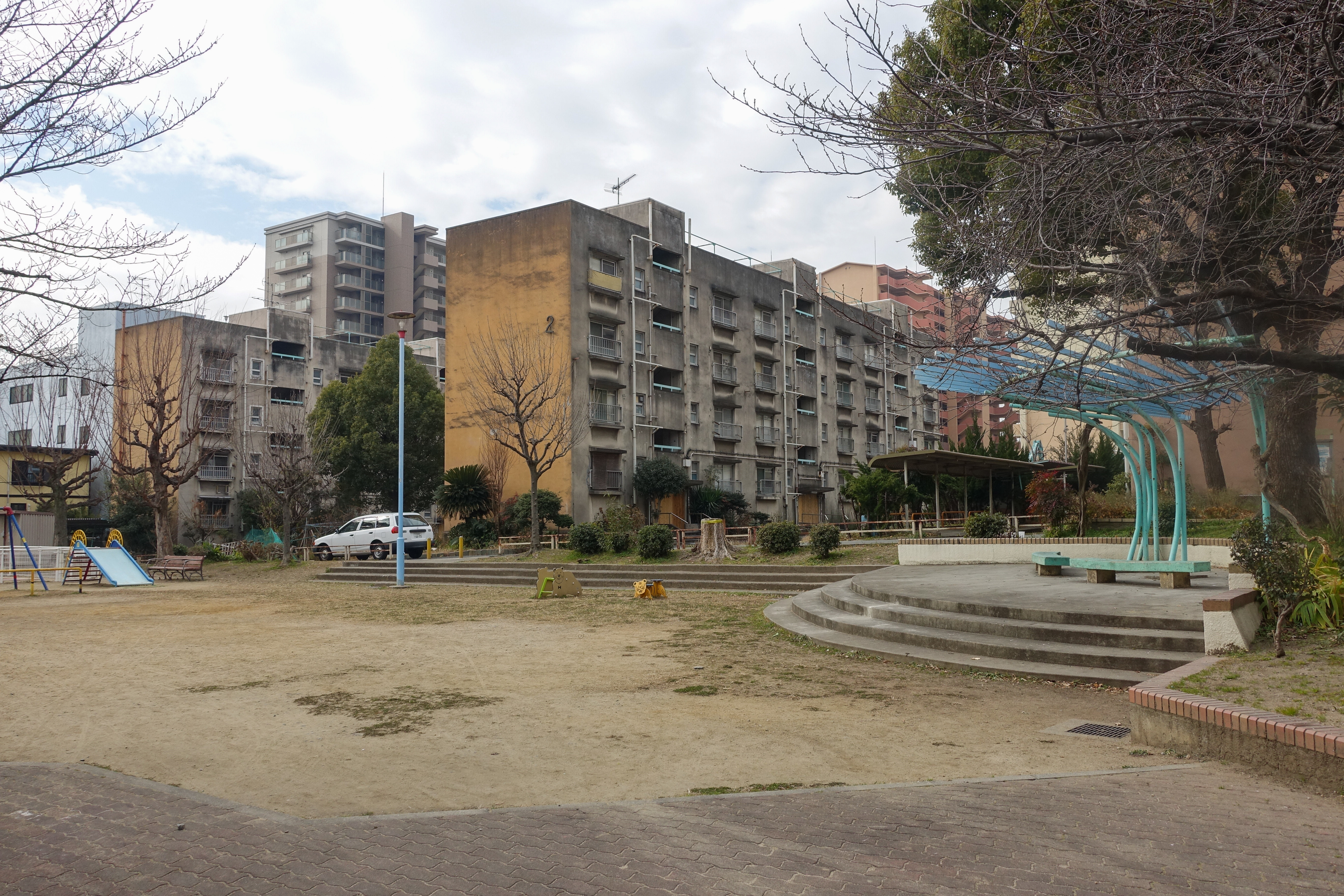
大阪府営寺山住宅 （大阪府大阪市、2016年撮影、解体済）
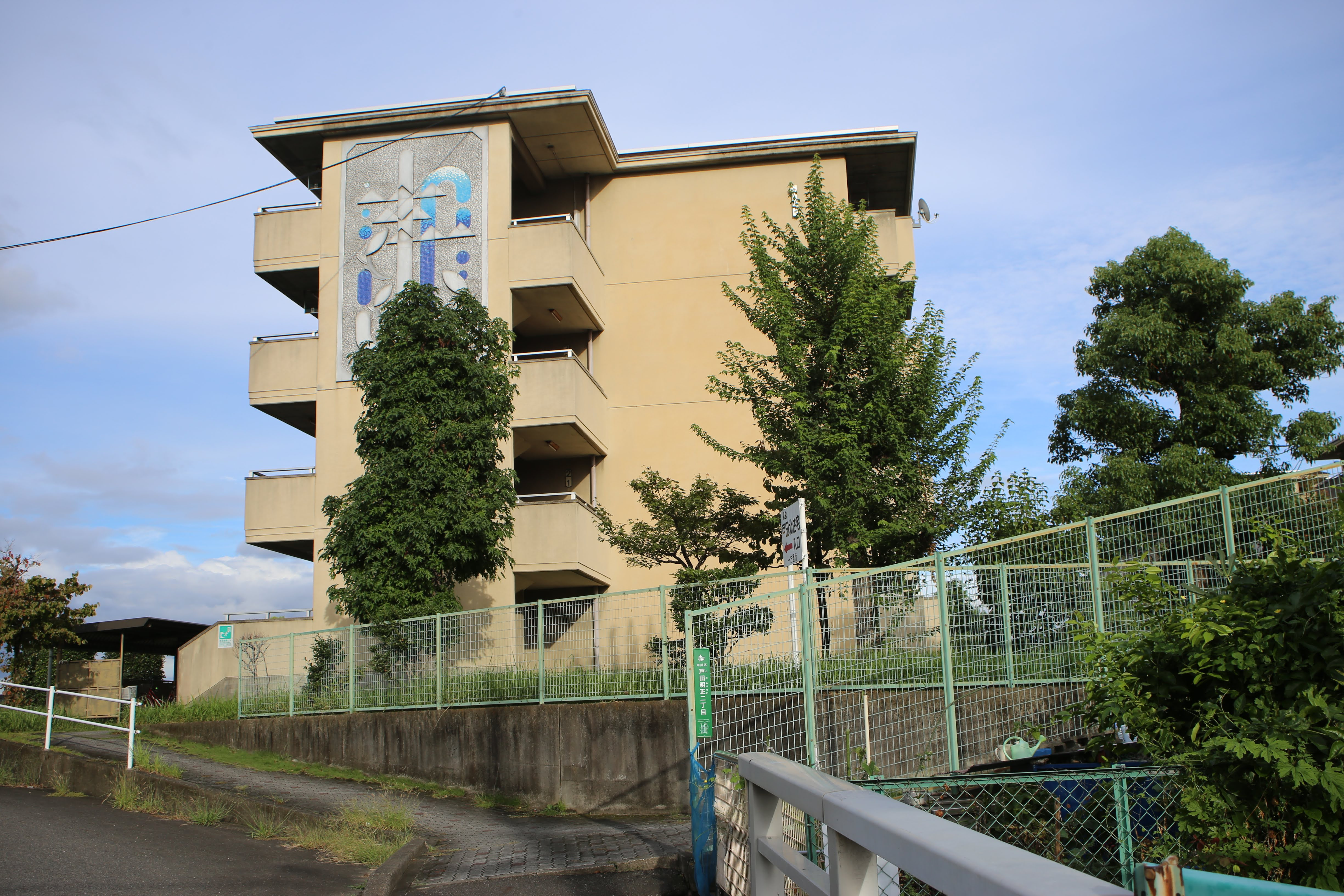
愛知県営戸田北住宅 （愛知県名古屋市）
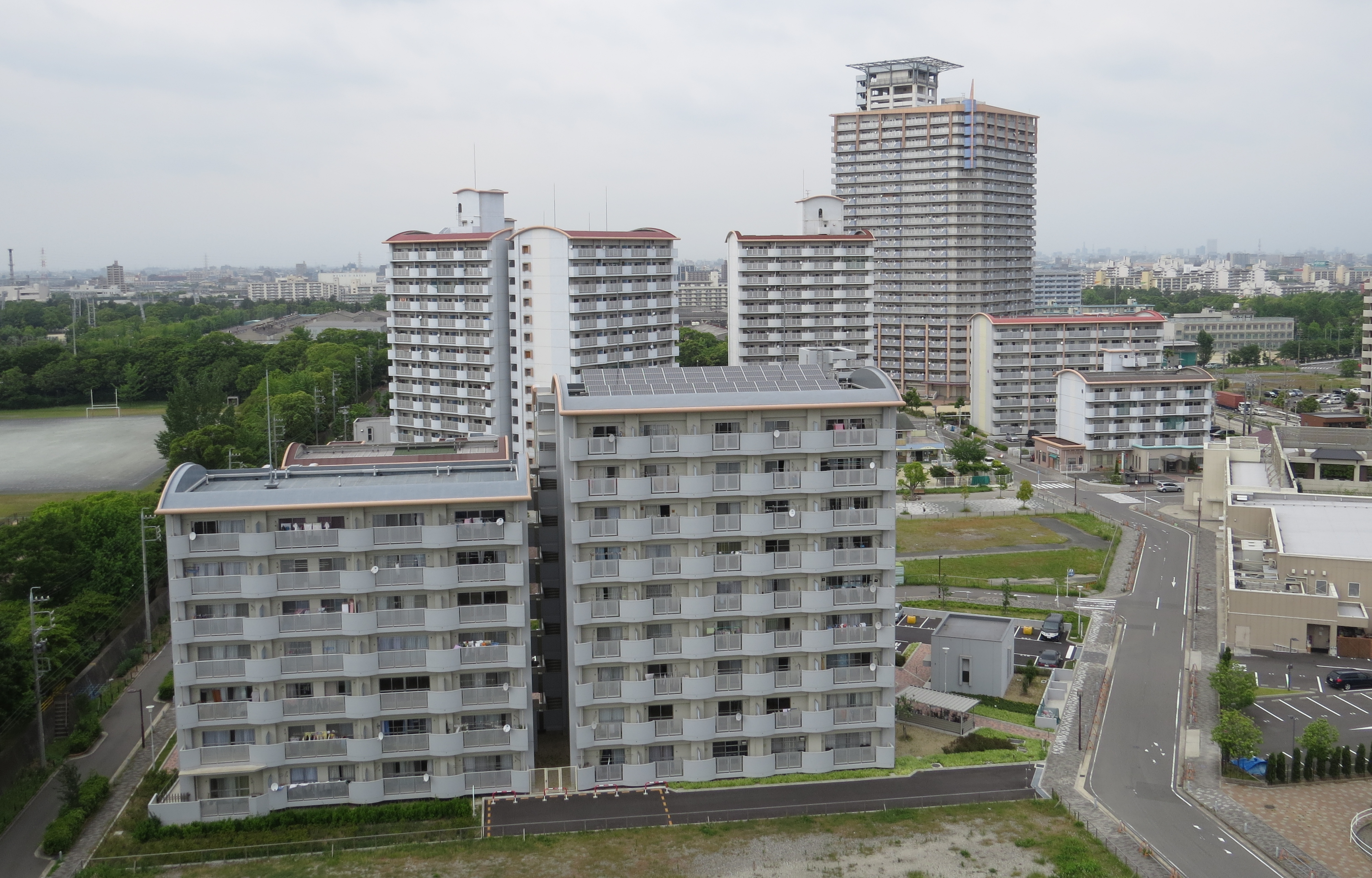
名古屋市営みなと荘 （愛知県名古屋市、1999年竣工）
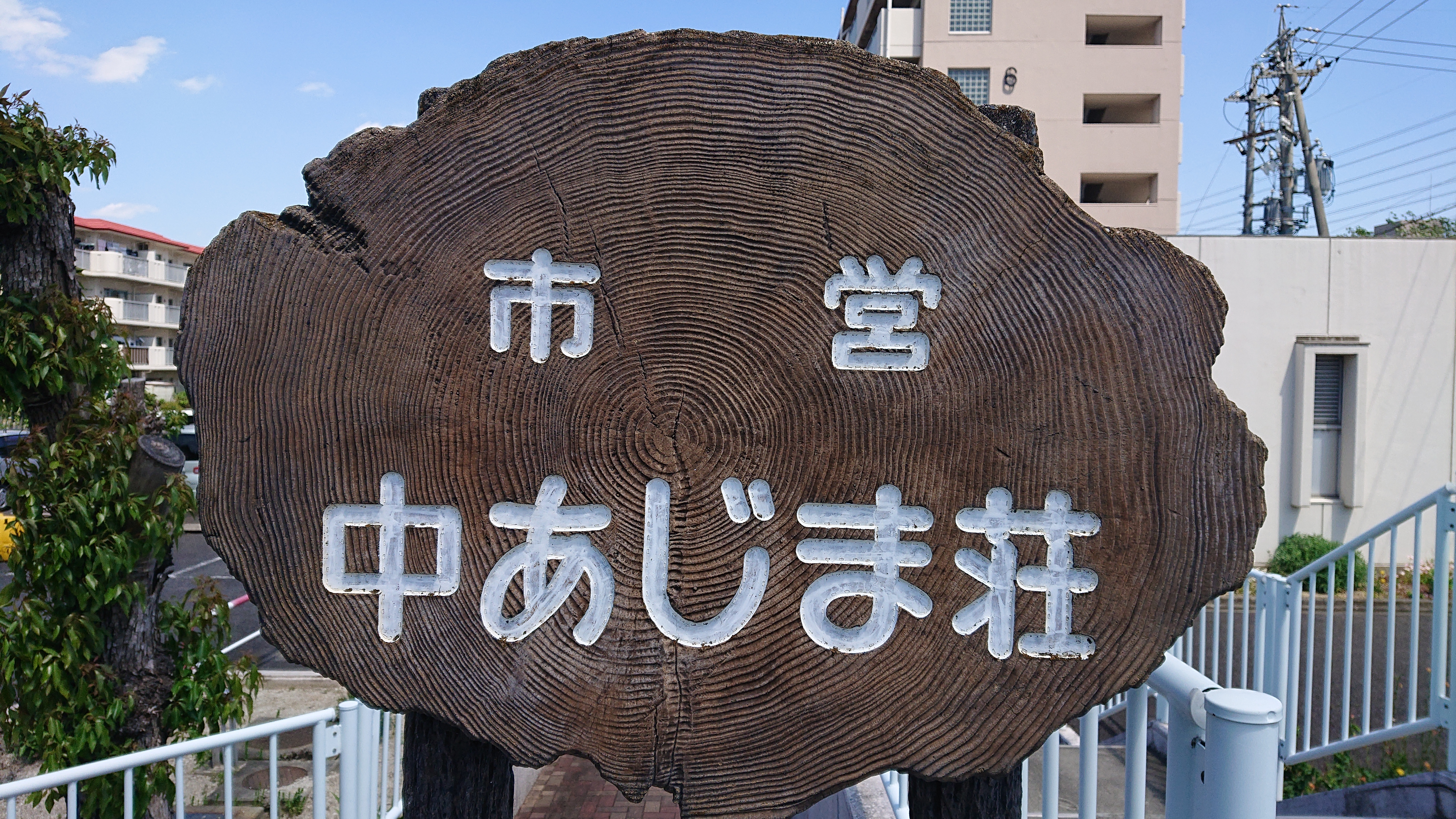
市営住宅の看板 名古屋市営中あじま荘 （愛知県名古屋市）
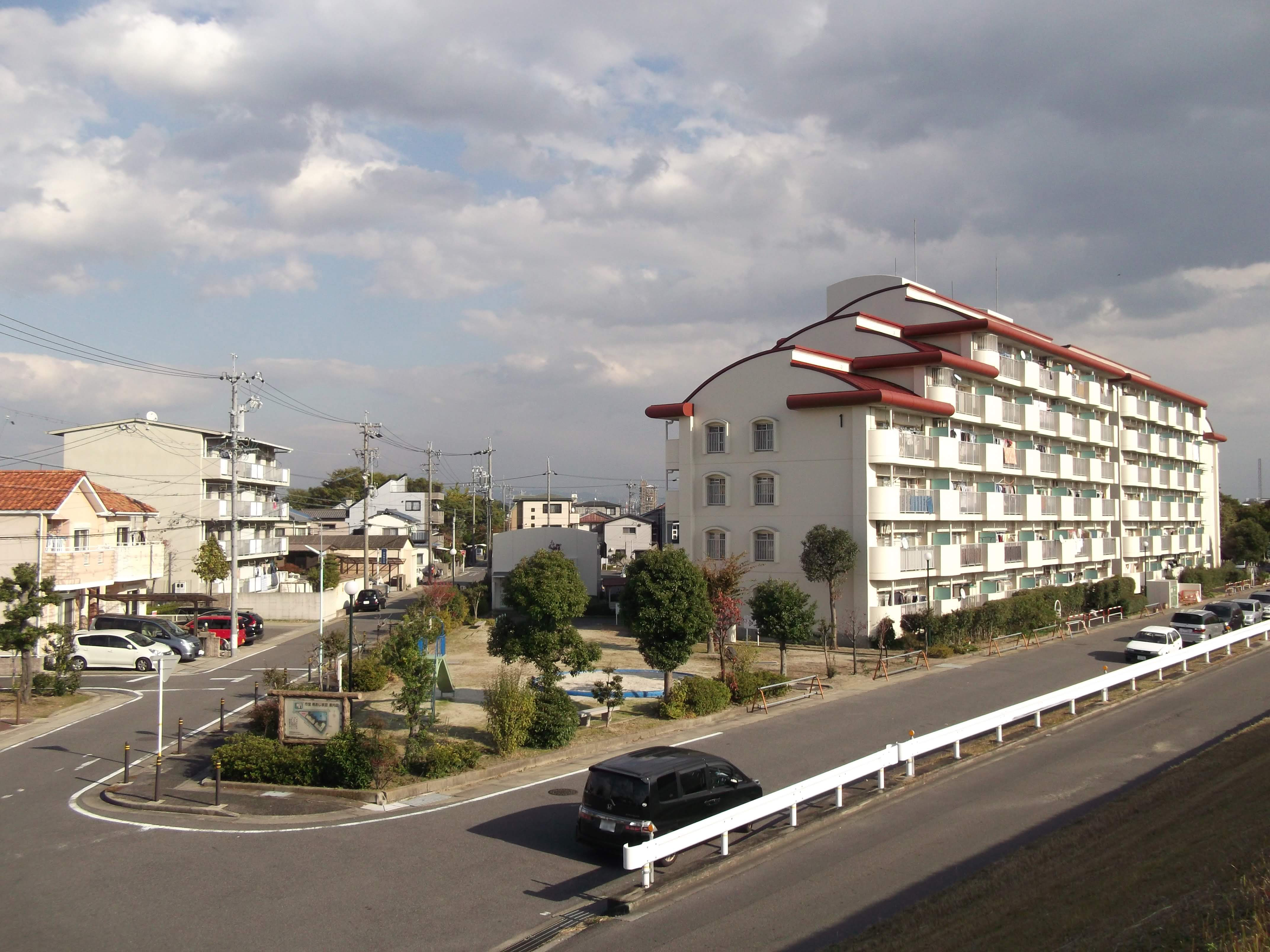
名古屋市営南あじま荘（2013年撮影）
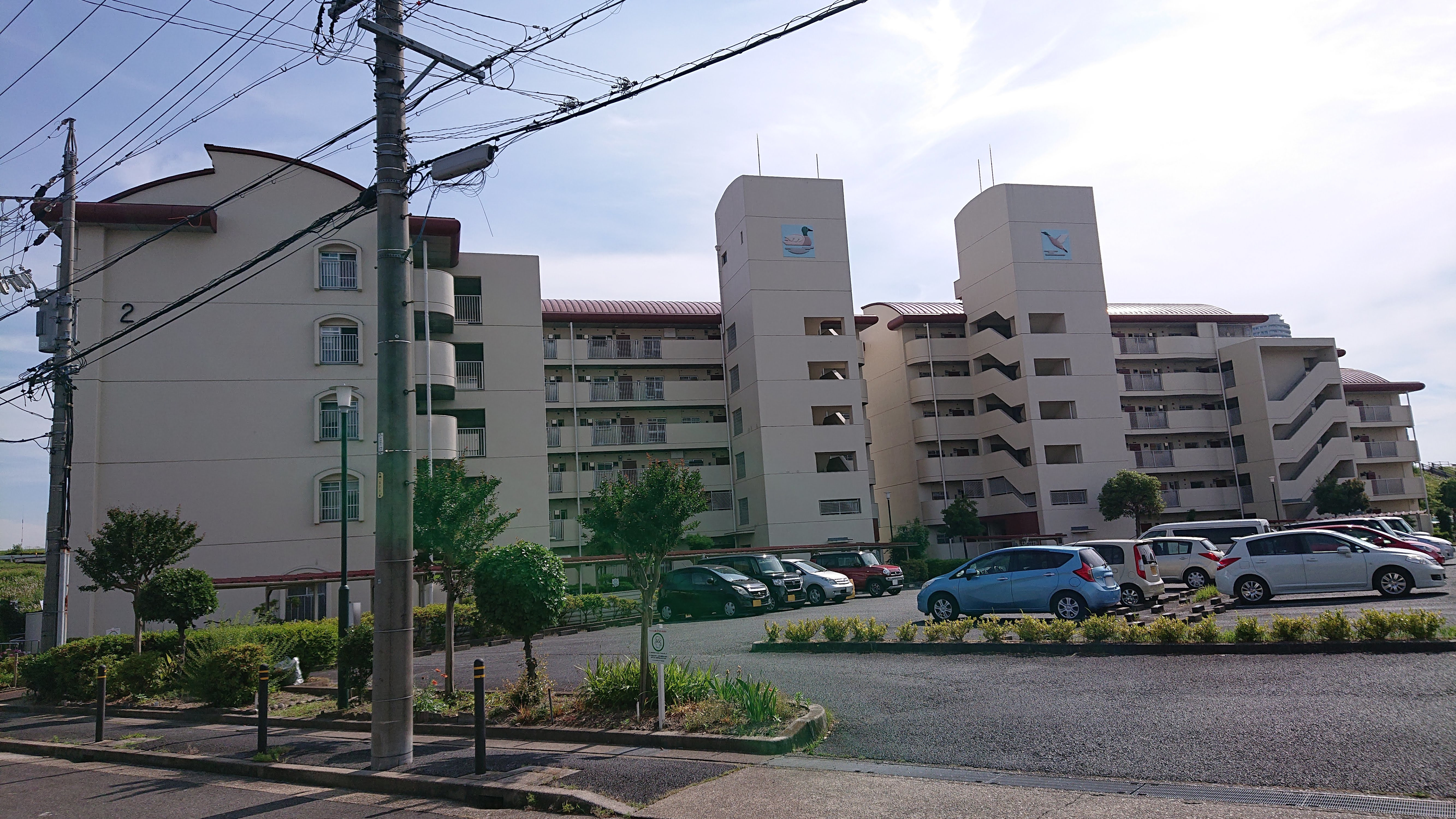
名古屋市営南あじま荘（2019年撮影）
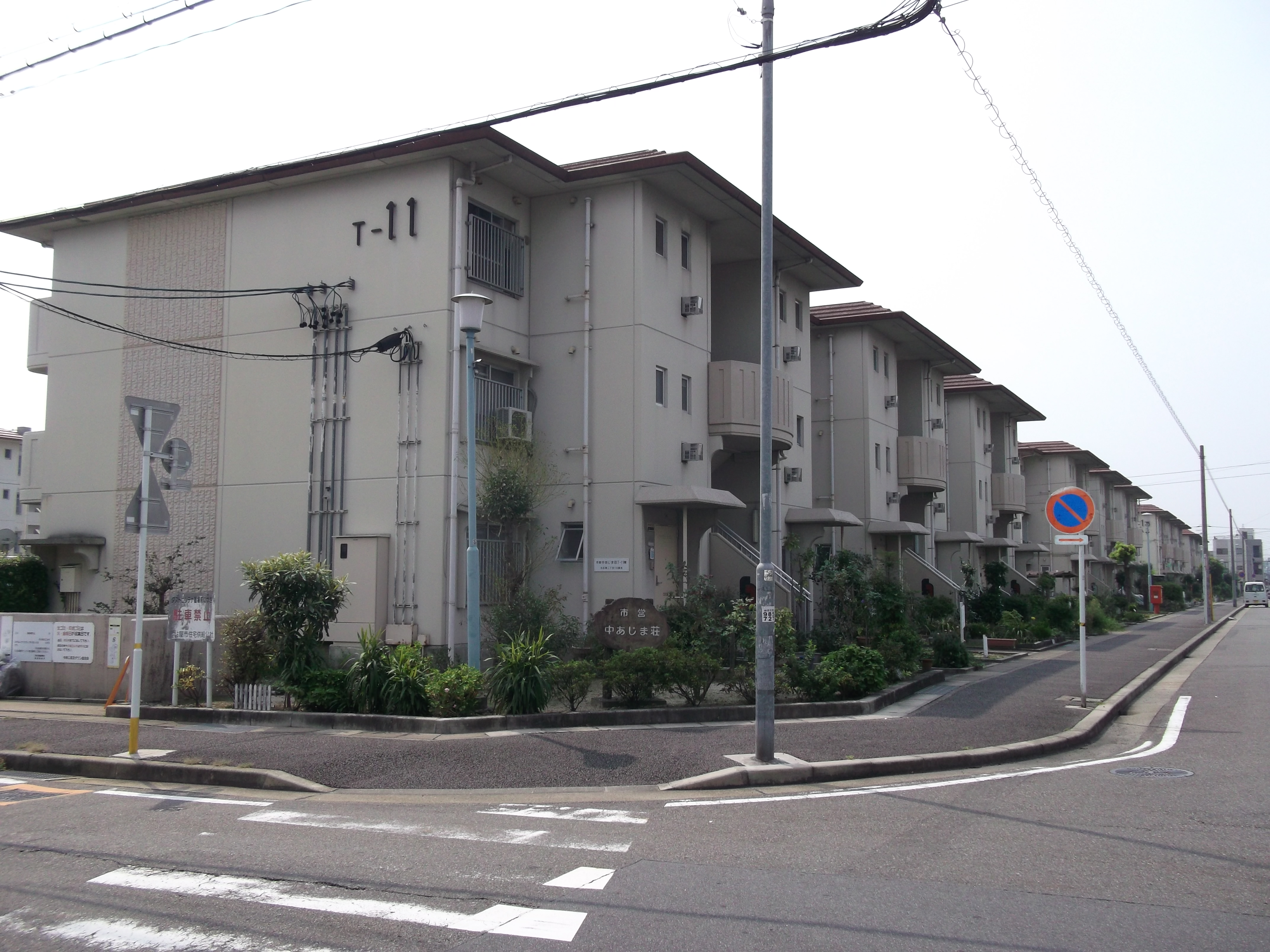
名古屋市営中あじま荘（2013年撮影）
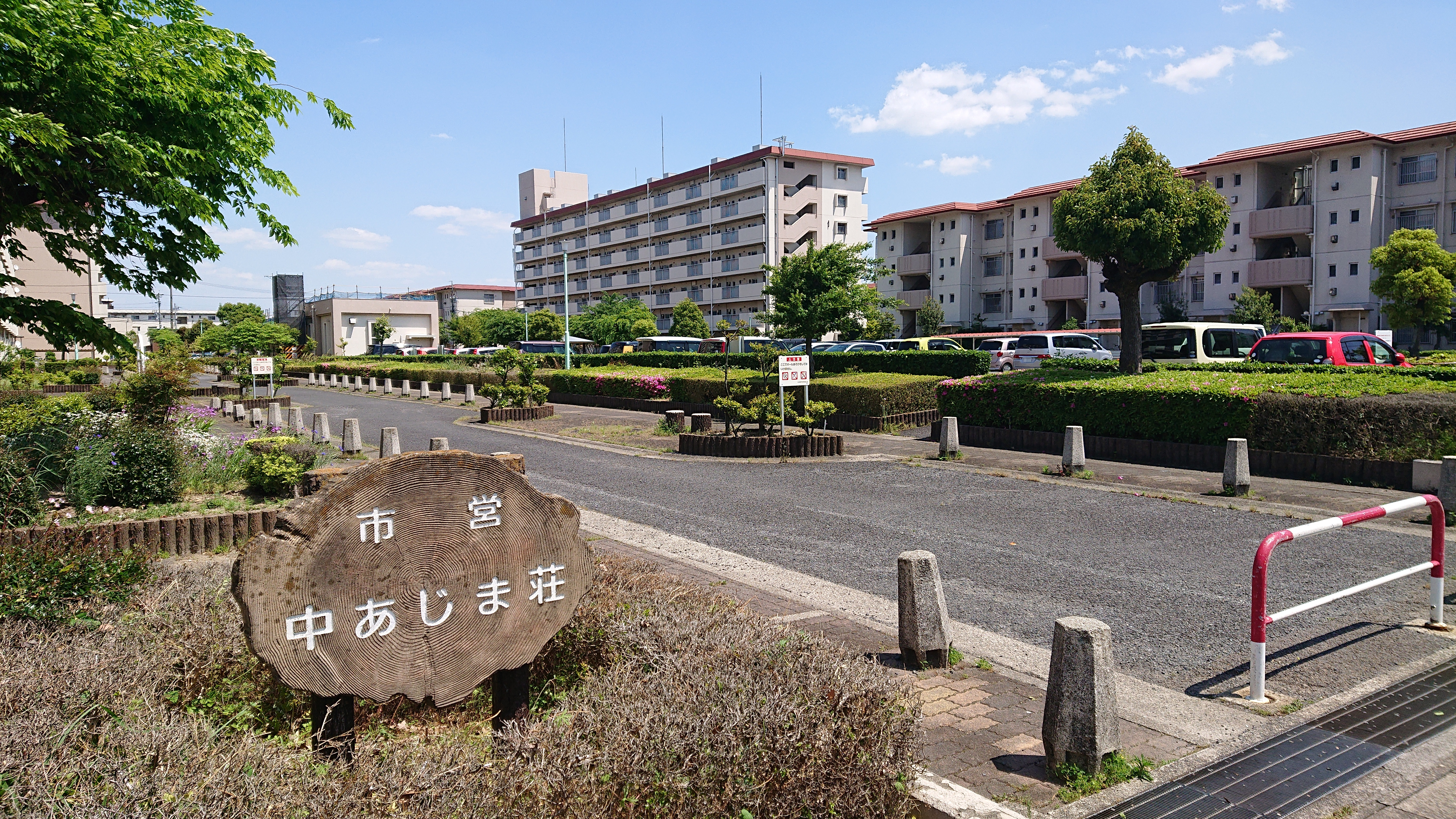
名古屋市営中あじま荘（2020年撮影）
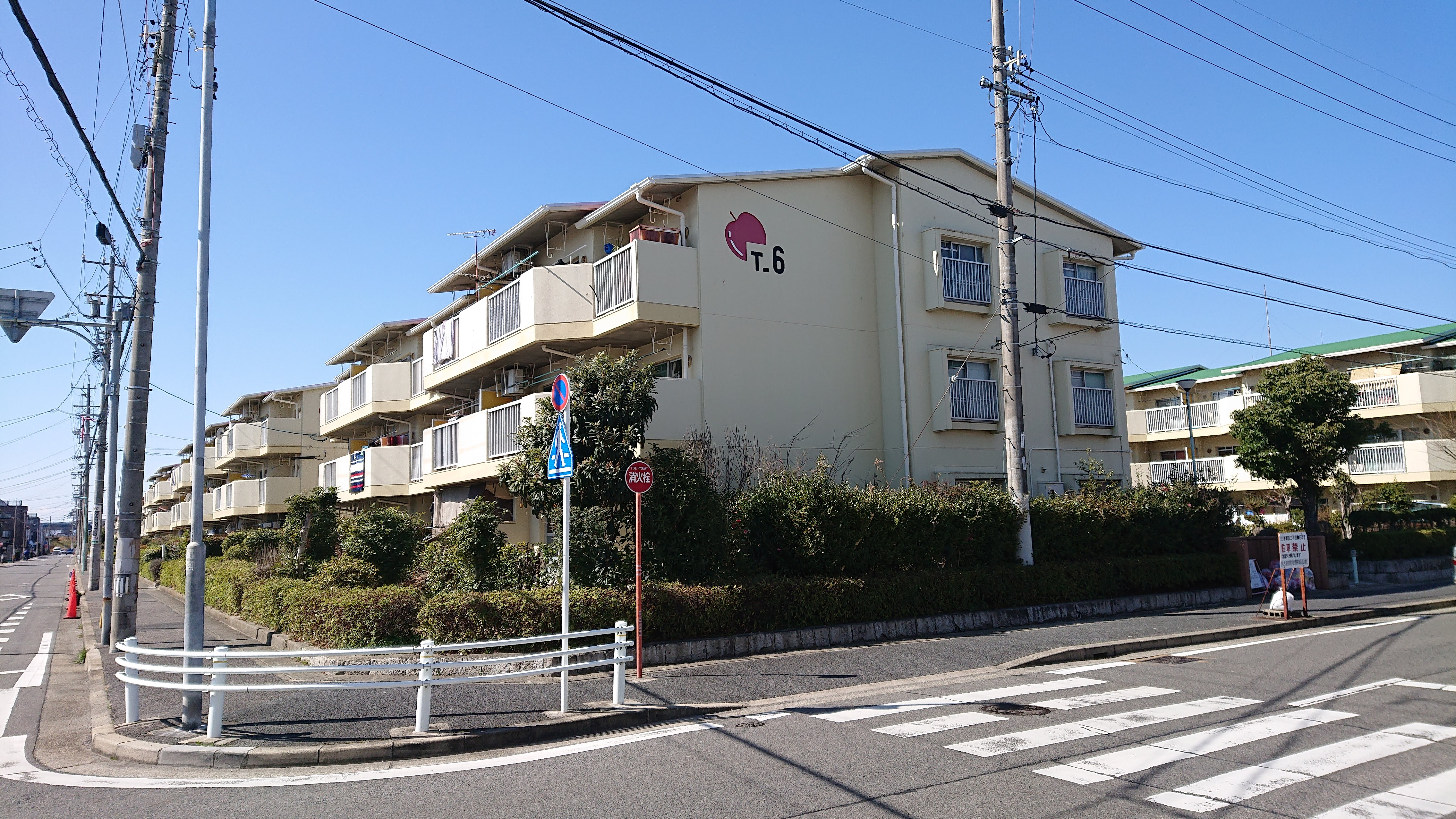
名古屋市営西あじま荘（2020年撮影）
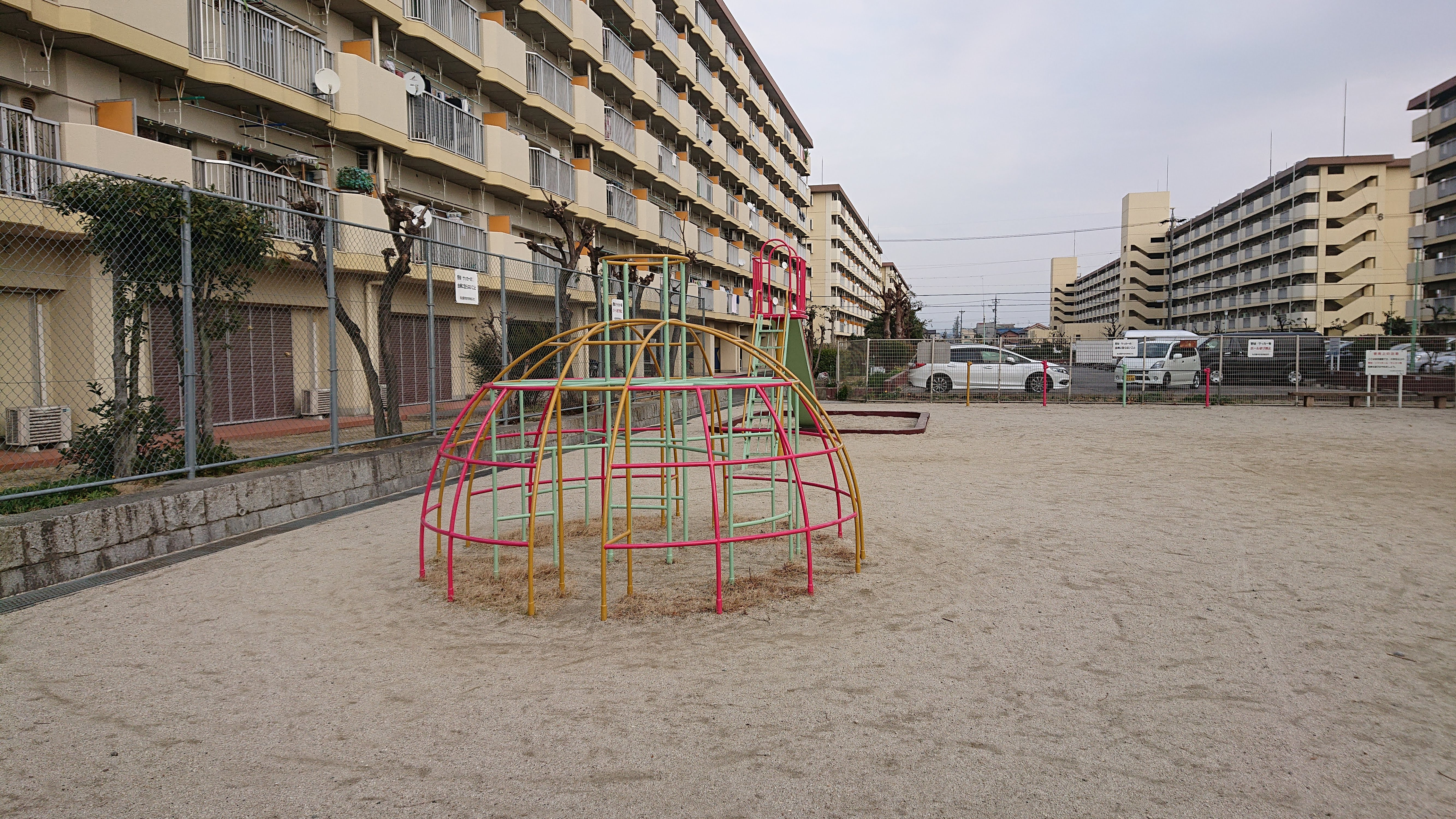
名古屋市営西あじま荘の広場と遊具（2019年撮影）
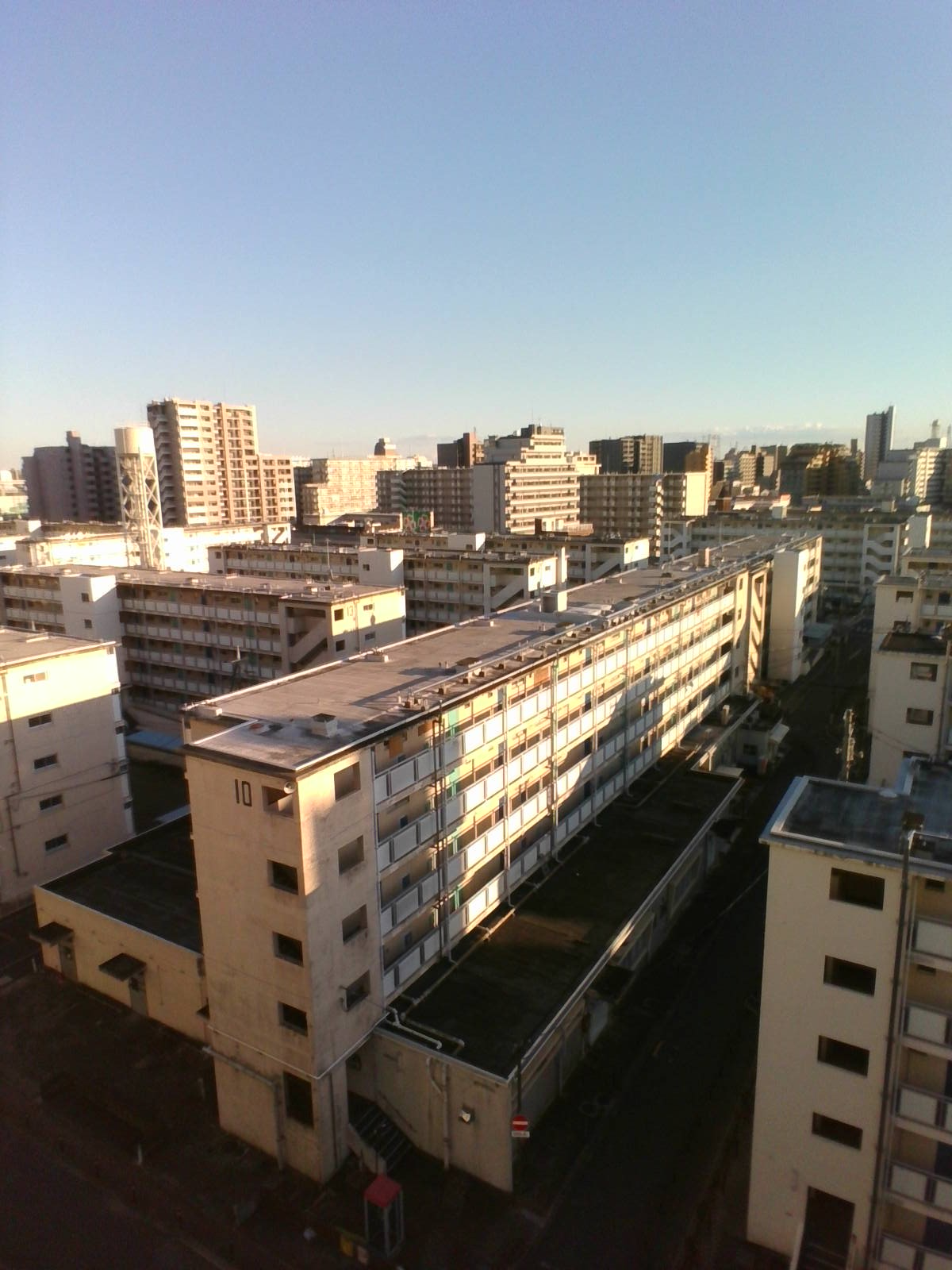
東京都営東砂二丁目団地（2025年撮影）
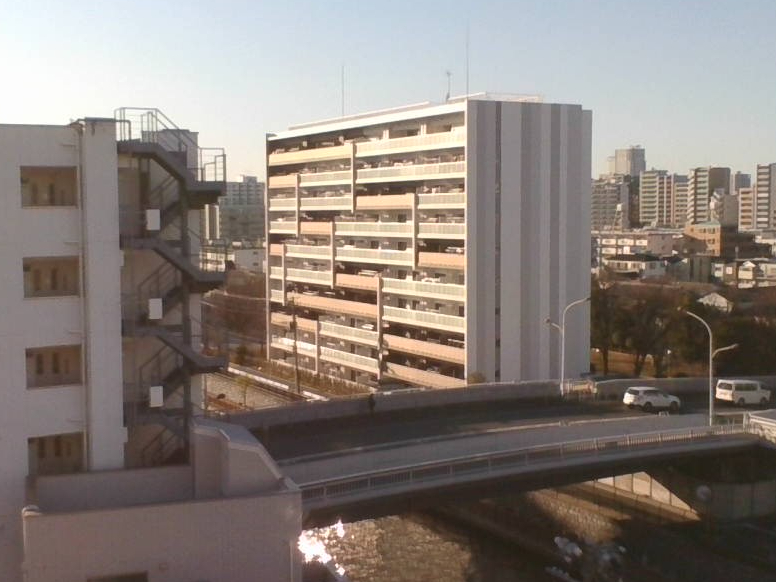
江東区営大島住宅（2025年2月撮影）

## 英米の公営住宅

### イギリス（グレートブリテン及び北アイルランド連合王国）
イギリスの地方公共団体には住宅部局があり公営住宅を供給・管理している。第一次世界大戦の勃発により労働者住宅の家賃が高騰し、1915年にはグラスゴーで家賃ストライキが発生するなど住宅難が社会不安を生じさせていた。
1919年には住宅及び都市・農村計画法（アディソン法）が制定され、地方公共団体が公共住宅を建設する場合の政府補助金の制度を創設した。
1930年には住居法（グリーンウッド法）が制定され、地方自治体がスラムを撤去する場合の補助制度や地方自治体の家賃割引の権限を定めた。
1949年には住居法が制定され、公的住宅供給の条件であった労働者階級という要件を撤廃し、すべての国民に公営住宅への入居権を認めた。
しかし、公営住宅に代わって非営利民間組織である住宅協会（housing association）が供給する社会住宅の数が伸びている。住宅協会は特定の都市の一定地域のみを対象としていることが多く、住宅公庫に登録された団体が約2,300団体ある。住宅協会の組織形態には、協会、会社、信託団体があり、慈善団体が母体のものから元公営住宅部局の職員が主体のものまで幅広い。地方公共団体が供給、管理、運営、払い下げ、住宅協会への移管が進んでいる。また、地方公共団体及びニュータウン開発公社により管理されている公的賃貸住宅の居住者への払い下げとハウジング・アソシエーションヘの移管が急速に進んでいる。小規模世帯等の増加に対応し、住宅の供給を増やすことが必要とされ、賃貸住宅に対しても既存の住宅の改善を進めるために、民間の資金を導入して整備を行おうとしている。

#### カウンシル・フラット
イギリスの地方公共団体によって建てられた低所得者向けのカウンシル・フラット（カウンシル・ハウス、カウンシル・エステート）は、割安な家賃で、低所得者、失業者、シングルマザー、生活保護対象者などが優先的に入居できる仕組みである。もともとカウンシル・フラットは、1875年の公衆衛生法で定められた地方都市のスラム解体政策の一部であり、当初の目的は労働者階級の暮らしを向上させ、同時にスラムをなくすことで近隣の土地の価値を上げることだった。その後、第二次世界大戦による住居の破壊、急激なインフレーション、兵士の復員による新婚世帯の増加などが原因で、深刻な住宅不足が起きる。これを受けた政府は1946年、住宅法を制定し公営住宅の建設を積極的に推進し、1951年までに英国全土で約90万戸のカウンシル・フラットが建設された。やがて1960年代に入ると、再び都市部のスラム解体政策に重点が置かれるほか、核家族化に伴う若年層・高齢者用住宅の建設も開始し、住居の大量供給のためカウンシル・フラットの高層化も進んだ。
マーガレット・サッチャー首相率いる保守党政権が1980年の住宅法によって導入したのが、Right to Buyという制度で公営住宅の住人が現在居住する物件を市価より安い値段（約33 - 50%）で購入できる権利を与えるもので、この制度によって英国の持ち家率は飛躍的に上昇し、現在も改定されながら続いている。これにより、公営住宅が次々と私有化・民営化され、順番待ちをする入居希望者は、膨大な数にのぼった。その後1980年代にかけて建設され、それ以降カウンシル・フラットの建設は大幅に減少しているといわれている。
新たな公営住宅建設には政府からの資金援助が望めず、借入金にも厳しい制限があることから、自治体は従来とは異なる方法で公営住宅建設の費用を捻出する必要があった。そこで、地方公共団体は所管の住宅建設会社を設立し、民間の土地開発業者のように個人向け住宅を建設・販売し、その収入を公営住宅建設費に充てるというスタイルを編み出した。イギリスの地方公共団体の3分の1以上が独自の住宅建設会社を設立し、1980年の住宅法によって力を奪われていた地方公共団体は、約40年ぶりに公営住宅を建設し始めた。

### アメリカ
アメリカでは地方住宅庁（local housing authority）が公営住宅を供給・管理している。家賃負担は応能家賃制度となっている。
アメリカでも公営住宅に代わって非営利民間組織であるCDC（community development corporation）が供給する社会住宅の数が伸びている。アメリカには2000以上のCDCがあるが、組織の分類が困難なほど多様で、賃貸住宅が一般的だが、持ち家を中心に供給している組織もあり、商業開発や啓蒙活動等も行っている組織もある。
低所得者への住宅政策は1937年から始まり、不良住宅の解消と住宅費補助を二大目標として、自治体が建設する公営住宅の所要資金の元利を40年にわたって償還するというものであった。公営住宅は、必ずしも対象を貧困層に限定してはいなかったが、民間住宅業者を圧迫しないという条件があって第2次世界大戦後家賃は市場家賃の80%に抑制され、スラム地区改良や都市再開発に伴う住宅取り壊しを補完するものとされたため、対象者は低所得者、人種的マイノリティに偏った。
1968年から、入居者の家賃負担を世帯収入の25%に限定するとした改正は、入居者の貧困世帯化を反映するものであると同時に、促進するものであった。公営住宅は貧困世帯とマイノリテイのゲットー化をもたらすイメージが、公営住宅団地の造成を困難にした。既存の公営住宅団地のなかには、ゴーストタウン化するものもあった。
1993年のアメリカの公営住宅132万戸とされていたが、既に新規供給は停止されており、取り壊しや払い下げにより公営住宅は減少している。
2018年7月31日に住宅都市開発省(HUD)は、公営住宅敷地内と建物から25フィート以内の喫煙を禁止した。この喫煙禁止は、政府住宅機関の医療費や修繕費を1年間に1億5300万ドル節約できると推定されている。屋内とビルの近くでの喫煙を排除することは、受動喫煙から人々を守る唯一の方法であるとし、また、住民や従業員を受動喫煙してしまうことから守ることに加えて、禁煙政策は、禁煙をしたい人と禁煙を試みている人の禁煙行動を促し健康な環境を作ることを目的としている。

#### カリフォルニア州
カリフォルニア州では住宅価格の高騰、、地元経済への悪影響と人口流出が問題になっている。カリフォルニア州ハウジングコンソーシアムによると、手頃な住宅提供(affordable housing)は、不本意な引っ越しの軽減、住宅の開発による一時的な建設に関連する雇用と地元経済での継続的な消費を通じた地元の経済活動を促進、検討された社会サービスを集中的に提供することを通じて社会サービスのコストを削減、貧困のサイクルを終わらせる手助けをなど、広範な利点があると考えられると述べている。

## 独仏の社会住宅

### ドイツ連邦共和国
ドイツではsozialer Wohnungbau（社会福祉的な住宅建設）と呼ばれるが、名前が長いのでSozialwohnung（社会福祉住宅）と呼ばれることが多い。社会住宅が住宅政策に大きな役割を果たしており、低利の公的資金を投入して建設され、低利資金が未返済の状態で、借家人、家賃水準および居住面積が一定の条件を満たすものをいう。ドイツでは公益住宅企業が社会住宅（社会賃貸住宅）の約3分の2を管理しており、残りは個人家主や民間企業が管理している。
1990年までは税制優遇を受けることのできる公益住宅企業が存在し、社会住宅の主たる担い手となっていたが、住宅の公益に関する法律が廃止されて、公益住宅企業の税制上の優遇策は廃止された。
2002年1月には、50年間にわたり住宅建設促進の基本法であった第2次住宅建設法が廃止され、代わって社会的居住空間促進法が制定された。新法では、住宅市場を活用し、自力では住宅の手当できない世帯(低所得者、多子世帯、高齢者等)に目的を特定して住宅政策を実施することとなった。
第一次世界大戦後、国は労働者用のアパートの建築に取り組み、ナチスの時代になるとさらにこれに拍車がかけられた。第二次世界大戦後、「国は社会の広い層に住む場所を提供すべし。」と法律で定めたことがきっかけになり、国が公営住宅を建てた。これが低所得層の大きな支えになっていたが、「ただでもらった公営住宅を管理するよりも、目先の利益に目が眩んで、低所得層の住居を投資家に売却してしまった。民間企業のノウハウを利用した方が効率のいい運営ができる。」と州政府はこれを正当化し、1988年公営住宅を州の管轄に移行した。国は社会福祉住宅を16の州に払い下げたが、投資家が興味を示すのは利益のみで買い取った社会福祉住宅は大規模に改築されて、上層中間層から裕福層へのアパートと変わってしまった。
社会福祉住宅の代わりに、子供がいる家族や個人が収入不足のために適切な住居に住むことができない場合、州が補助金を出す制度としてWohngeld（家賃補助金）が実施された。ドイツで就職して税金を納めていれば、需給資格が生まれる。しかし、郊外から都市部にドイツ人が流れ込みを始めると住宅不足が生じ、家賃が上昇して、これまでは家賃補助金がなくても生活できた人が、補助金を申請するようになった。都市部で払えるアパートを借りること自体が困難になり、家賃補助金も何の役にも立たなくなった。
市民の不満の高まり、州選挙での敗北が原因となって、地方自治体は2016年頃から公営住宅の建築に力を入れている。しかし新しく建設される公営住宅よりも、公営住宅のステータスを失う住宅の方が多く、この状況が好転するのは早くても2020年頃になると予測される。

### フランス共和国
フランスには適正家賃住宅という社会住宅がある。HLM（適正家賃住宅）組織が社会住宅の9割を管理しており、残りは国などから出資を受けた経済混合会社（SEM）が管理している。HLM組織はフランス国内に900以上あり、HLM公社・建設整備公社、HLM株式会社、HLM建設協同組合がある。APL（個別住宅援助）やALF（家族住宅手当）の受給者要件を満たさない者に対するALS（社会住宅手当）もあり、適正家賃住宅の居住者に対して所得、世帯構成、住宅の評価額、地域、家賃等に応じて支給される。
オイルショック以降、移民、低所得者などの社会的弱者が集中するようになり、住宅の劣化に加え、失業、バンダリズム、軽犯罪などの社会問題を抱えてきた。1977年以降、政府は、都市の困窮防止政策として、住宅団地の改修や建替え等の物理的対策を中心に、雇用・教育対策などの社会的対策についても取り組んできたが、根本的な解決には至らず、社会問題が深刻化し顕在化していくなか、一定の社会階層が限られた地区に集中することが、社会問題の要因の1つであるとの認識が一般化される。
1991年7月13日の都市基本法は、ソーシャルミックスの概念を初めて取り上げ、都市圏内で均衡ある社会住宅の配置を目的に、社会住宅の少ない市町村にその建設を促す取組みを定めた。2000年12月13日の都市の連帯と再生に関する法律は、それを強化するために、一定の都市圏に位置する一定規模以上の市町村に全住宅戸数のうち20%を社会住宅とすることを義務付けた。このように、社会住宅の供給と同時にソーシャル・ミックスを達成することが、フランスの都市住宅政策の課題として求められていた。
2003年にボルロー法が制定され、主要目的の1つとして、困窮地区の居住と住環境を持続的に再生することが掲げられた。その手段として、市街地改良全国プログラム（Programme National de Rénovation Urbaine=PNRU）が制定され、その実施主体として全国市街地改良機構（Agence Nationale pour la rénovation urbaine=ANRU）の創設が規定された。これにより、2004年から、パリ都市圏を中心にフランス全国でPNRUが実施されている。